# Guillermo Piro
Guillermo Piro es escritor, periodista y traductor. Nació el 16 de agosto de 1960 en Avellaneda, Provincia de Buenos Aires, Argentina. Desde hace años Piro está abocado a la reedición de las obras de Héctor A. Murena de quien el Fondo de Cultura Económica ya publicó una antología a su cuidado titulada Visiones de Babel. Piro se ha desempeñado como periodista free-lance para distintos medios nacionales y extranjeros. Sus artículos, críticas, entrevistas y crónicas de viaje han aparecido en Clarín, La Nación, Diario Perfil, Página/12, First, 3 Puntos, La Stampa, Los Inrockuptibles. Fue director de la revista de libros Gargantúa. Piro integra el consejo de redacción del Diario de Poesía y el consejo de dirección de la revista Confines. Ha traducido, entre otros, a Juan Rodolfo Wilcock, Roberto Benigni, Emilio Salgari, Giuseppe Tomasi di Lampedusa, Andrea Zanzotto, Carlo Maria Cipolla, Enrico Brizzi, Federico Fellini, Paolo Rossi, Melissa P. y Ermanno Cavazzoni. Actualmente es editor de Cultura del Diario Perfil. En 2024 fue reconocido con el Premio Konex de Platino a las Letras por su trabajo en la última década como traductor.

### Poesía
- La golosina caníbal, Último Reino, Buenos Aires, 1988.
- Las nubes, Último Reino, Buenos Ai,res, 1993.
- Estudio de manos, Bajo la Luna Nueva, Rosario, 1999.
- Correspondencia, La Bohemia, Buenos Aires, 2003.
- Saint Jean-David, Aurelia Rivera, Buenos Aires, 2007.
- Desde estas hermosas playas, Vox, Bahía Blanca, 2010.

Piro integra la antología Monstruos. Antología de la joven poesía argentina, realizada por el poeta Arturo Carrera, Fondo de Cultura Económica, Buenos Aires, 2001.

### Cuentos
- Guillermo Hotel, Aurelia Rivera, Buenos Aires, 2008. 2da. edición La Tercera, Buenos Aires, 2020.

### Novela
- Versiones del Niágara, Tusquets Editores, Buenos Aires, 2000. (2º Premio Nacional de Literatura 2001).
- Celeste y Blanca, Eterna Cadencia, Buenos Aires, 2009.
- La comedia de una madre, Aquilina, Buenos Aires, 2017.
- La heterogénesis de los fines, Aurelia Rivera, Buenos Aires, 2019.
- El náufrago sin isla, Interzona, Buenos Aires, 2023. (Premio de la Crítica Feria Internacional del Libro 2024).

### Ensayo
- Instrucciones para doblar una esquina, Instituto Veracruzano de Cultura (IVEC), Veracruz, México, 2012.
- Qué cómico resultaba cuando era un muñeco, Godot, Buenos Aires, 2013.
- A causa de un equívoco banal y transparente, Aurelia Rivera, Buenos Aires, 2022.
- Ochenta posiciones, Hugo Bemjamín, Buenos Aires, 2025